# 구마코겐정
구마코겐정(일본어: 久万高原町)은 일본 에히메현 가미우케나군의 정이다. 정명의 유래는 중심이 되는 지역 일대의 명칭이다. 면적은 현내 시정촌 중 최대이다.

## 지리
마쓰야마시 방향에서 미사카 고개를 넘은 남쪽 지역이며 니요도강 상류에 해당한다. 북쪽은 미사카 고개를 경계로 마쓰야마시, 사라가미네 연봉을 경계로 도온시, 이시즈치 연산을 경계로 사이조시와 접하고 있다. 서쪽은 도베정, 우치코정, 세이요시와 모두 산을 두고 접하고 있다. 남쪽과 동쪽은 고치현이다. 고치현과 접하기 때문에 정내에서도 야나기야, 미카와 등의 지역에서는 고치현 사가와 등과의 왕래도 있다.

### 지형
니요도강 상류 지역이며 삼림이 대부분을 차지해 계곡을 따라서 취락이 점재하고 있다. 구마 지역에는 비교적 완만한 고원 지역이 펼쳐져 지역 중심지가 되고 있다.

### 기후
이름대로 고원 지역에 있기 때문에 시코쿠에서는 비교적 냉량한 기후로 "시코쿠(에히메)의 가루이자와"로 불린다. 이러한 기후를 살려 고원 야채(토마토 등)의 재배, 관광 농원(사과 등)이나 스포츠 합숙(럭비 등) 등을 통한 지역 활성화를 도모하고 있다. 겨울에는 적설이 보이지만 산지 때문에 터널을 통과하면 강설 상황이 완전히 달라 노면 동결도 자주 일어나기 때문에 겨울철 운전에는 주의가 필요하다. 강수량도 많다.

## 역사
- 2004년 8월 1일 - 가미우케나군 구마정, 미카와촌, 야나다니촌, 오모고촌 등 1정 3촌이 합병해 탄생했다.

## 교통

### 도로
- 국도 33호선
- 국도 380호선
- 국도 440호선
- 국도 494호선